# Maria Luiza Merkert
Maria Luise Merkert, CSSE (21. září 1817, Nisa – 14. listopadu 1872, tamtéž) byla německá římskokatolická řeholnice, spoluzakladatelka a členka kongregace Sester svaté Alžběty. Katolická církev ji uctívá jako blahoslavenou.

## Život

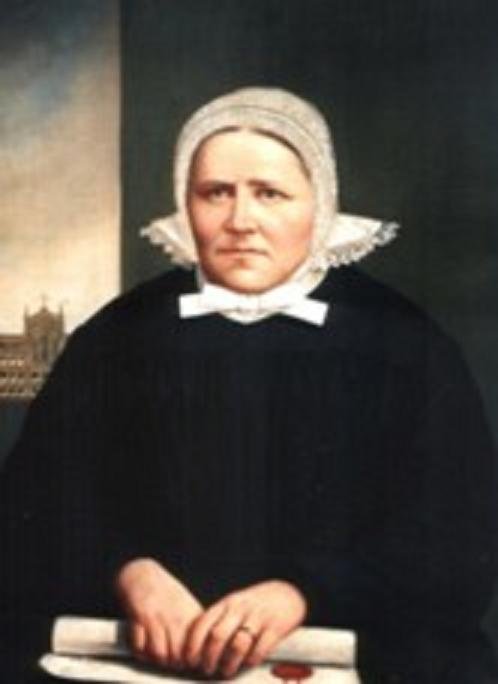
Portrét

Narodila se dne 21. září 1817 v Nise v Pruském Slezsku do měšťanské rodiny. Její rodiče byli Karol Antoni Merkert a Barbara, rozená Pfitzner. Pokřtěna byla 22. září téhož roku v bazilice sv. Jakuba a sv. Anežky v jejím rodném městě. Po otcově smrti dne 21. června 1818 její rodina zchudla. Spolu se svou sestrou Matyldou vystudovala Katolickou dívčí školu v Nise. Poté, co její matka dne 11. července 1842 zemřela na tuberkulózu prodala společně se sestrou rodinný majetek a spolu s ní, Franciszkou Werner a Klarou Wolff utvořila komunitu a věnovala se pomoci lidem bez domova, chudým, nemocným a dalším potřebným v Nise.
Dne 27. září 1842 se po mši svaté v bazilice sv. Jakuba a sv. Anežky v Nise zavázala před obrazem Nejsvětějšího Srdce Ježíšova pomáhat potřebným bez ohledu na náboženství, národnost a pohlaví. Toto datum je považováno za datum založení kongregace Sester svaté Alžběty, kterou spoluzaložila spolu s Franciszkou Werner, Klarou Wolff a svojí sestrou Matyldou Merkert. Se zakládáním kongregace a vytvořením jejích stanov pomohl jí a jejím společnicím duchovní vodce komunity P. Franz Xaver Fischer. Po smrti její sestry Matyldy pobývala nějaký čas v Praze u sester boromejek. Dne 19. listopadu 1850 zorganizovala v Nise Spolek svaté Alžběty pro péči o opuštěné nemocné lidi. Dne 4. září 1859 byla jí spoluzaložená komunita vratislavským biskupem Heinrichem Försterem oficiálně uznána jako řeholní kongregace. Dne 15. prosince 1859 byla zvolena první generální představenou jí spoluzaložené kongregace, kterou poté byla až do své smrti. Dne 5. května 1860 složila své řeholní sliby. Vystavěla mateřský dům kongregace v Nise a pod jejím vedením vzniklo 90 řeholních domů, 12 nemocnic a mnoho pečovatelských domů. Dne 7. června 1871 schválil papež bl. Pius IX. kongregaci, kterou spoluzaložila.
Zemřela dne 14. listopadu 1872 v Nise, kde byla také pohřbena. Dne 16. července 1964 byly její ostatky uloženy v bazilice sv. Jakuba a sv. Anežky v Nise, kde jsou od 2. března 1998 vystaveny v průhledném sarkofágu.

## Úcta
Její beatifikační proces započal dne 2. července 1985, čímž obdržela titul služebnice Boží. Dne 20. prosince 2004 ji papež sv. Jan Pavel II. podepsáním dekretu o jejích hrdinských ctnostech prohlásil za ctihodnou. Dne 1. června 2007 byl uznán zázrak na její přímluvu, potřebný pro její blahořečení.
Blahořečena pak byla dne 30. září 2007 v bazilice sv. Jakuba a sv. Anežky v Nise. Obřadu předsedal jménem papeže Benedikta XVI. kardinál José Saraiva Martins.

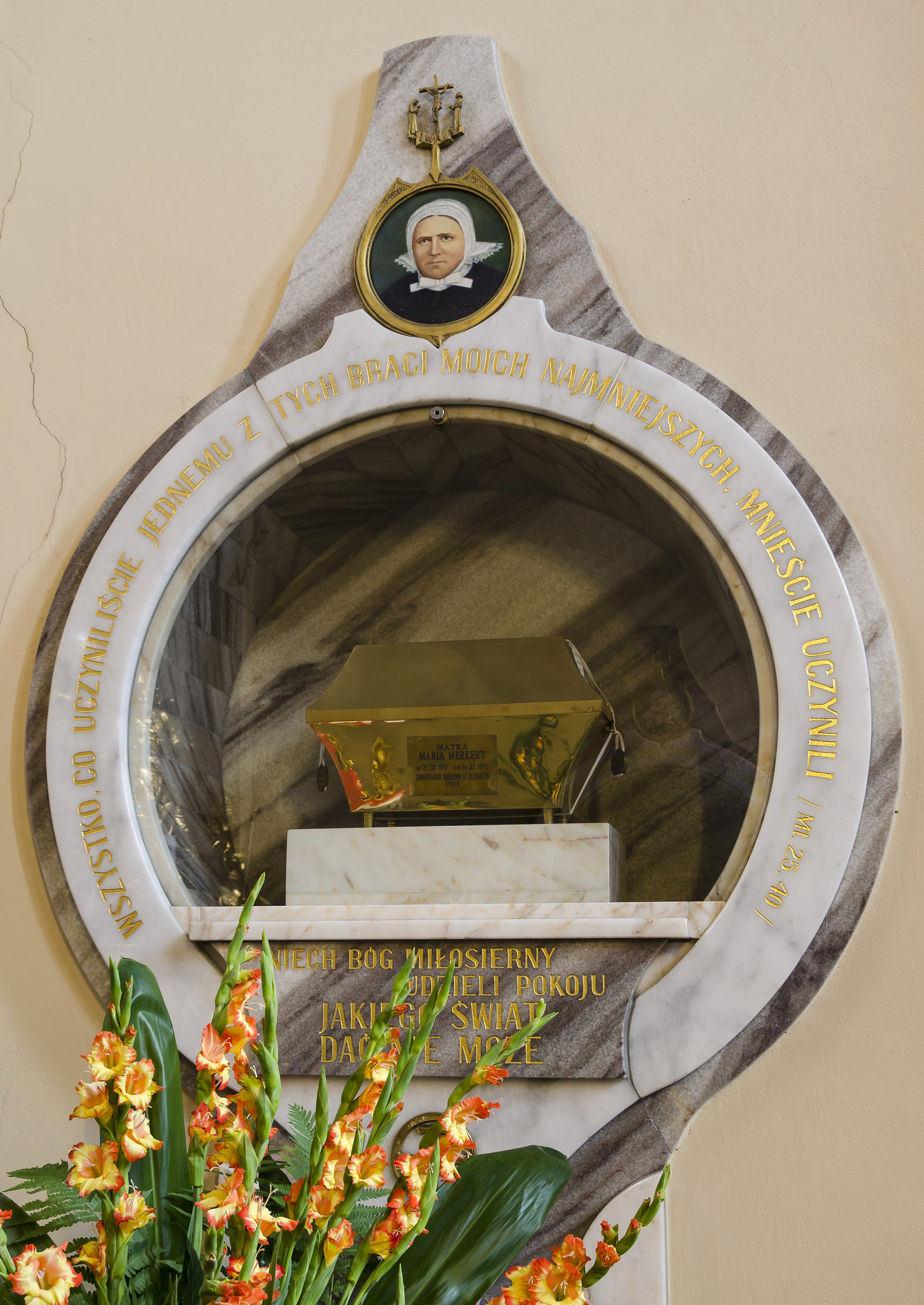
Relikviář s její relikvií v bazilice sv. Jakuba a sv. Anežky v Nise

Její památka je připomínána 14. listopadu. Bývá zobrazována v řeholním oděvu. Je patronkou jí spoluzaložené kongregace.